# The Impressions
The Impressions (Импре́шнз) — американская вокальная группа из Чикаго. Была основана в конце 1950-х годов.
Как пишет сайт Зала славы рок-н-ролла, группа «предоставила критически важное звено между ритм-н-блюзом 1950-х годов и соулом 1960-х». Она была пионером современного сплава госпела и поп-музыки, получившего название «чикагский соул», и его собой олицетворяла.
В 1991 году группа была принята в Зал славы рок-н-ролла, а в 2003 году — в Зал славы вокальных групп.
Кроме того, две их песни, — «For Your Precious Love» в исполнении Джерри Батлера и группы Impressions и «People Get Ready» в исполнении группы Impressions, — входит в составленный Залом славы рок-н-ролла список 500 Songs That Shaped Rock and Roll.

## Состав
- См. статью «Impressions chronology» в англ. Википедии

## Дискография
- См. статью «The Impressions discography» в англ. Википедии